# Đô trưởng
Đô trưởng (ký hiệu là C), hay Si thăng trưởng (ký hiệu là B♯), là một cung thể trưởng dựa trên nốt Đô (C), tức Si thăng (B♯), bao gồm các nốt sau: Đô (C), Rê (D), Mi (E), Fa (F), Sol (G), La (A), Si (B) và Đô (C). Bộ khóa của nó không có dấu thăng hoặc giáng.
Cung thể thứ tương ứng của Đô trưởng là La thứ và cung thể thứ song song của nó là Đô thứ.
Gam của cung Đô trưởng gồm có:

## Sáng tác
20 trong số 104 bản giao hưởng của Joseph Haydn thuộc cung Đô trưởng, khiến nó trở thành cung thể được sử dụng nhiều thứ hai của ông, chỉ đứng sau âm Rê trưởng. Trong số 134 bản giao hưởng bị gán nhầm cho Haydn mà H. C. Robbins Landon liệt kê trong danh mục của mình, có 33 bản thuộc cung Đô trưởng, nhiều hơn bất kỳ bản nhạc nào khác. Trước khi phát minh ra van cho dụng cụ kèn đồng thau, Haydn không viết phần trumpet và timpani trong các bản giao hưởng của mình, ngoại trừ những phần có cung Đô trưởng. Landon viết rằng "cho đến năm 1774, Haydn mới sử dụng kèn trumpet và timpani trong một bản nhạc khác ngoài Đô trưởng ... và sau đó chỉ sử dụng một cách ít ỏi." Hầu hết các bản giao hưởng của Haydn sử dụng Đô trưởng đều được dán nhãn "lễ hội" và chủ yếu mang tâm trạng kỷ niệm. Wilfrid Mellers tin rằng Bản giao hưởng số 41 của Mozart, được viết bằng âm Đô trưởng, "đại diện cho sự chiến thắng của ánh sáng". (Xem thêm Danh sách các bản giao hưởng viết tại cung Đô trưởng).
Nhiều tác phẩm và bối cảnh của Te Deum (những bản thánh ca La-tinh) trong thời kỳ cổ điển đều thuộc Đô trưởng. Mozart và Haydn đã viết phần lớn những bài đó của họ bằng Đô trưởng. Gounod, trong một bài phê bình về Bản giao hưởng thứ ba của Sibelius, nói rằng "chỉ có Chúa mới sáng tác ở Đô trưởng". Sáu bài riêng của ông được viết bằng Đô trưởng.
Trong số hai bản giao hưởng chính của Franz Schubert, bản thứ nhất có biệt danh là "Little C major" và bản thứ hai là "Great C major".
"The Entertainer" của Scott Joplin cũng được viết bằng cung Đô trưởng.
Nhiều nhạc sĩ đã chỉ ra rằng mỗi cung thể âm nhạc đêu gợi lên những cảm xúc cụ thể. Ý kiến này được khám phá sâu hơn trong một chương trình radio có tên The Signature Series. Nhạc sĩ nổi tiếng người Mỹ Bob Dylan tuyên bố cung Đô trưởng là "cung thể âm nhạc của sức mạnh, nhưng cũng là cung thể âm nhạc của sự hối tiếc." Bản giao hưởng số 7 của Sibelius thuộc cung Đô trưởng và cung đó có tầm quan trọng lớn trong các bản giao hưởng trước đây của ông.

### Một số tác phẩm viết cung Đô trưởng
- Johann Sebastian Bach
  - Toccata, Adagio and Fugue in C major, BWV 564
  - Cello Suite No. 3, BWV 1009
- Joseph Haydn
  - Cello Concerto No. 1 (1761–65)
  - Symphony No. 7, Le Midi (1761)
  - Symphony No. 60, Il distratto (1774)
  - Symphony No. 82, The Bear (1786)
  - String Quartet No. 32, The Bird (1781)
  - String Quartet No. 62, Emperor (1797–98)
  - Mass No. 10, Missa in tempore belli (1796)
- Wolfgang Amadeus Mozart
  - 12 biến tấu dựa trên "Ah vous dirai-je, Maman", KV 265
  - Concerto cho Kèn, đàn Hạc và dàn nhạc giao hưởng (Mozart)
  - Piano Concerto No. 8, KV 246 ("Lutzow")
  - Piano Concerto No. 13, KV 415
  - Piano Concerto No. 21, KV 467
  - Piano Concerto No. 25, KV 503
  - Piano Sonata No. 1, KV 279
  - Piano Sonata No. 7, KV 309
  - Piano Sonata No. 10, KV 330
  - Piano Sonata No. 16, KV 545
  - String Quartet No. 19, KV 465 ("Dissonance")
  - Symphony No. 16, KV 128
  - Symphony No. 22, KV 162
  - Symphony No. 28, KV 200
  - Symphony No. 34, KV 338
  - Symphony No. 36, KV 425 ("Linz")
  - Symphony No. 41, KV 551 ("Jupiter")
- Ludwig van Beethoven
  - Piano Sonata No. 3, Op. 2, No. 3
  - Piano Concerto No. 1, Op. 15
  - Symphony No. 1, Op. 21
  - Rondo Op. 51 No. 1
  - Piano Sonata No. 21, Op. 53 ("Waldstein")
  - Triple Concerto for violin, cello, and piano in C major, Op. 56 (1803)
  - Mass in C major, Op. 86
- Franz Schubert
  - Wanderer Fantasy, Op. 15 D. 760
  - Symphony No. 6 (Little)
  - Symphony No. 9, D. 944 ("Great")
  - String Quintet in C major, D. 956
- Felix Mendelssohn
  - Wedding March from A Midsummer Night's Dream
- Frédéric Chopin
  - Introduction and Polonaise brillante for cello and piano, Op. 3
  - Etude Op. 10 No. 1 "Waterfall"
  - Etude Op. 10 No. 7 "Toccata"
  - Mazurka Op. 67 No. 3
- Robert Schumann
  - Toccata, Op. 7
  - Fantasie in C, Op. 17
  - Arabeske, Op. 18
  - Symphony No. 2, Op. 61
- Georges Bizet
  - Symphony in C
- Jean Sibelius
  - Symphony No. 3, Op. 52 (1907)
  - Symphony No. 7, Op. 105 (1924)
- Maurice Ravel
  - Boléro
- Igor Stravinsky
  - Symphony in C (1940)
- Sergei Prokofiev
  - Piano Concerto No. 3, Op. 26 (1921)
  - Symphony No. 4 (original version), Op. 47 (1930)
  - Symphony No. 4 (revised version), Op. 112 (1947)
- Dmitri Shostakovich
  - Symphony No. 7, Op. 60 ("Leningrad")
- Terry Riley
  - In C